# Romain Maes
Pour les articles homonymes, voir Maes.

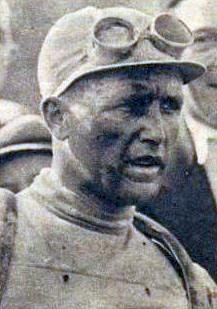
Romain Maes en 1939.

Romain Maes (Romanus Maes à l’état civil), né le 10 août 1912 à Zerkegem et mort le 22 février 1983 à Grand-Bigard, est un coureur cycliste belge. Professionnel de 1933 à 1942, il a remporté le Tour de France 1935. Vainqueur de trois étapes, dont la première et la dernière, il y a porté le maillot jaune de bout en bout. C'est sa seule victoire importante. Il a été classé deuxième du Paris-Roubaix 1936, bien qu'ayant passé la ligne d'arrivée devant Georges Speicher, déclaré vainqueur. Il n'a aucun lien de parenté avec Sylvère Maes qui a remporté les Tours de France 1936 et 1939.

## Biographie
Romain Maes naît le 10 août 1912 à Zerkegem. Il est le treizième enfant de la famille. Il dispute ses premières compétitions cyclistes à 17 ans. Il devient professionnel en août 1933 dans l'équipe Alcyon-Dunlop et remporte cette année-là le Circuit de l'Ouest. En 1934, il gagne une étape de Paris-Nice et du Circuit de l'Ouest. Il participa à son premier Tour de France au sein de l'équipe belge. Après avoir obtenu la deuxième place lors des première et troisième étapes, il abandonna le dixième jour.
En 1935, Karel Steyaert retient à nouveau Romain Maes dans l'équipe de Belgique du Tour de France. À la veille du départ, il donne cette consigne à ses coureurs : « Demain, la première étape de Paris à Lille ne doit pas nous échapper. À partir de Doullens, je veux voir en tête tous les maillots noirs cerclés jaune-rouge ! ». Ainsi, le lendemain, après une attaque d'Edgard De Caluwé à Doullens, Romain Maes s'échappe à Bruay-en-Artois. Il est près d'être rattrapé aux environs d'Haubourdin. Cependant, la barrière d'un passage à niveau à Hallennes-lez-Haubourdin  fut abaissée, Romain emprunta un portillon (comme il en existait à l'époque) juste avant le passage du train de marchandises[réf. souhaitée], ses poursuivants par contre furent bloqués. Il remporte l'étape à l'hippodrome des Flandres avec 53 secondes d'avance sur un groupe composé d'Edgard De Caluwé, Charles Pélissier, Jean Aerts et Antonin Magne, et dispose de près de trois minutes d'avance au classement général grâce aux bonifications. Lors de la septième étape, entre Aix-les-Bains et Grenoble, son principal concurrent, Antonin Magne, doit abandonner après une chute. À l'arrivée, Maes compte douze minutes d'avance sur Vasco Bergamaschi, deuxième au classement général. Privée de Magne, l'équipe de France n'a plus de prétendant sérieux pour la victoire finale, est désorganisée et ses coureurs se concentrent davantage sur les victoires d'étapes. Les principaux concurrents des Belges deviennent les coureurs italiens. Maes perd du temps dans les Alpes, lors des neuvième et dixième étapes, et voit le Français Georges Speicher s'approcher au classement général. Il parvient à s'imposer à Cannes et à prendre la deuxième place en contre-la-montre à Perpignan, derrière Maurice Archambaud (14e étape). Entre Luchon et Pau, il est mis en difficulté par l'Italien Ambrogio Morelli, qui gagne l'étape. Grâce à Félicien Vervaecke, Maes parvient à conserver plus de deux minutes d'avance au classement général. Il gagne la dernière étape à Paris et remporte ce Tour de France, devant Morelli et Vervaecke, en ayant porté le maillot jaune de la première à la dernière étape. Il met fin à une série de cinq victoires françaises,.
Lors du Paris-Roubaix 1936, Romain Maes, Georges Speicher et Gaston Rebry arrivent ensemble à l'hippodrome des Flandres et s'y disputent la victoire au sprint. Maes devance de peu Speicher mais les juges de course désignent ce dernier vainqueur. Maes est classé deuxième,. En juillet, il participe à son troisième Tour de France, qu'il abandonne lors de la septième étape.
En 1938, Romain Maes est en mesure de remporter Paris-Bruxelles avec 100 mètres d'avance mais commet l'erreur de s'arrêter après un premier passage sur la ligne d'arrivée alors qu'il lui reste un tour de piste à parcourir. Il est doublé par Marcel Kint et termine à la deuxième place.
En 1939, il remporte la deuxième étape du Tour de France, un contre-la-montre entre Calais et Vire, ce qui lui permet de porter le maillot jaune pendant une journée. Lors de la huitième étape, il chute et abandonne. Il court jusqu'en 1942.
Après sa carrière cycliste, Romain Maes tient un bar bruxellois nommé Le maillot jaune. Il meurt le 22 février 1983 à Grand-Bigard.

## Palmarès

### Palmarès année par année
| - 1933 - Circuit de l'Ouest - 3e de Paris-Dunkerque - 1934 - 4e étape de Paris-Nice - 1re étape du Circuit de l'Ouest - 3e de Paris-Bruxelles - 7e de Paris-Roubaix - 1935 - Paris-Lille - Tour de France - Classement général - 1re, 11e et 21e étapes - 3e du Circuit des régions flamandes - 3e de Paris-Rennes - 3e des Six Jours de Paris (avec Sylvère Maes) | - 1936 - Circuit de Paris - 2e de Paris-Roubaix - 1938 - 2e de Paris-Bruxelles - 1939 - Circuit des régions flamandes - 2ea étape du Tour de France (contre-la-montre) - 2e du Tour des Flandres - 10e de Paris-Tours - 1942 - 2e étape de l'Omnium de la Route |  |

### Résultats sur le Tour de France
4 participations
- 1934 : abandon (10e étape)
- 1935 :  Vainqueur du classement général, vainqueur des 1re, 11e et 21e étapes,  maillot jaune pendant 21 jours (dont 6 jours à demi-étapes)
- 1936 : abandon (7e étape)
- 1939 : abandon (8eb étape), vainqueur de la 2ea étape (contre-la-montre),  maillot jaune pendant une demi-étape